# Sam đuôi tam giác
Tachypleus tridentatus là danh pháp hai phần của một loài sam trong họ Limulidae, trong dân gian gọi đơn giản là sam, tuy nhiên để phân biệt với các loài sam còn lại, trong bài này sẽ gọi là sam đuôi tam giác hay sam Nhật hoặc sam Trung Hoa. Tại Trung Quốc, nó được gọi là hấu (鱟). Tên gọi của nó trong tiếng Nhật là Kabutogani (カブトガニ), và đôi khi còn gọi là hachigame hay hachigani ở một vài địa phương. Khu vực phân bố của nó bao gồm các vùng ven biển thuộc Đài Loan, Indonesia, Malaysia, Nhật Bản, Philippines, Trung Quốc và Việt Nam.
Nó là một trong ba loài sam còn sinh tồn trong khu vực châu Á, cùng với Tachypleus gigas (Müller, 1785) và Carcinoscorpius rotundicauda (Latreille, 1802). Ba loài này khá giống nhau về hình dáng và hành vi như với sam Mỹ (Limulus polyphemus) tìm thấy tại khu vực ven biển thuộc châu Mỹ.
Tachypleus tridentatus đã từng có thời gian thịnh vượng trong khu vực phân bố của nó, nhưng hiện nay đã biến mất tại nhiều nơi, do sự phá hủy môi trường tự nhiên sinh ra do sự phát triển của đô thị và ô nhiễm biển. Các bãi biển sạch và không ô nhiễm là cực kỳ cần thiết cho sự sinh tồn của loài này, do nó là nơi sam trưởng thành sinh đẻ cũng như là nơi sống của sam non.
Tachypleus tridentatus là loài sam duy nhất tồn tại ở Nhật Bản và nó được bảo vệ như là tài sản quốc gia, nhưng sự suy giảm rõ nét về số lượng đang diễn ra trong những năm gần đây do hậu quả của sự phá hủy môi trường sống và ô nhiễm biển.
Tại Nhật Bản, T. tridentatus xuất hiện trên bờ biển Seto vào mùa xuân. Di cư từ nơi trú ẩn mùa đông, chúng trở về các đảo Kyushu và Honshu để đẻ trứng. Người ta cũng thông báo rằng mỗi cặp sam làm tổ đều sinh sống kiểu một vợ một chồng và chúng sống cùng nhau cho đến hết đời.
Các nghiên cứu cho thấy Tachypleus tridentatus và Carcinoscorpius rotundicauda sinh sản trong các môi trường sống khác nhau. Đối với loài thứ nhất, các dải cát tại khu vực có thủy triều cao là thiết yếu trong khi đối với loài thứ hai thì các lạch nước ngọt là cần thiết.
Mỗi cặp sam đẻ nhiều trứng. Sau khi đẻ trứng, sam cái bò đi nơi khác, để lại cái tổ nông không được chăm sóc. Các loài ăn thịt và điều kiện tự nhiên sẽ quyết định tỷ lệ sống sót/thiệt hại của trứng, ấu trùng cũng như sam con. Do vậy, chỉ một tỷ lệ nhỏ trứng sam có thể phát triển thành sam.
Các thí nghiệm cũng cho thấy sam không thể duy trì sự phát triển bình thường của phôi thai và sam non khi bị phơi nhiễm dầu và các hydrocarbon clo hóa. Vì thế, sự ô nhiễm có nguồn gốc từ con người hiện nay là nguyên nhân chính làm suy giảm quần thể sam.
Tachypleus tridentatus được bán tại chợ và ăn như một loại hải sản tại Trung Quốc, Đài Loan, Hồng Kông, Malaysia, Việt Nam và những khu vực khác trong vùng này. Tất cả ba loài sam châu Á đều được người dân trong khu vực này coi là đặc sản. Sam cái được đánh giá cao hơn vì trứng và nhiều thịt. (Luis M. Chong L.)

## Phân biệt với loài so
Sam không có độc tố. Sam trưởng thành có kích thước và khối lượng lớn hơn so (nặng từ 1,5–2 kg). Một đặc điểm rất dễ nhận ra sự khác nhau giữa sam và so là đuôi sam có tiết diện hình tam giác, ba cạnh kéo dài đến tận cuối đuôi, ở đỉnh tam giác có các gai nhọn giống như lưỡi cưa. Ngược lại đuôi so có tiết diện hình tròn hoặc bầu dục, không có gai.

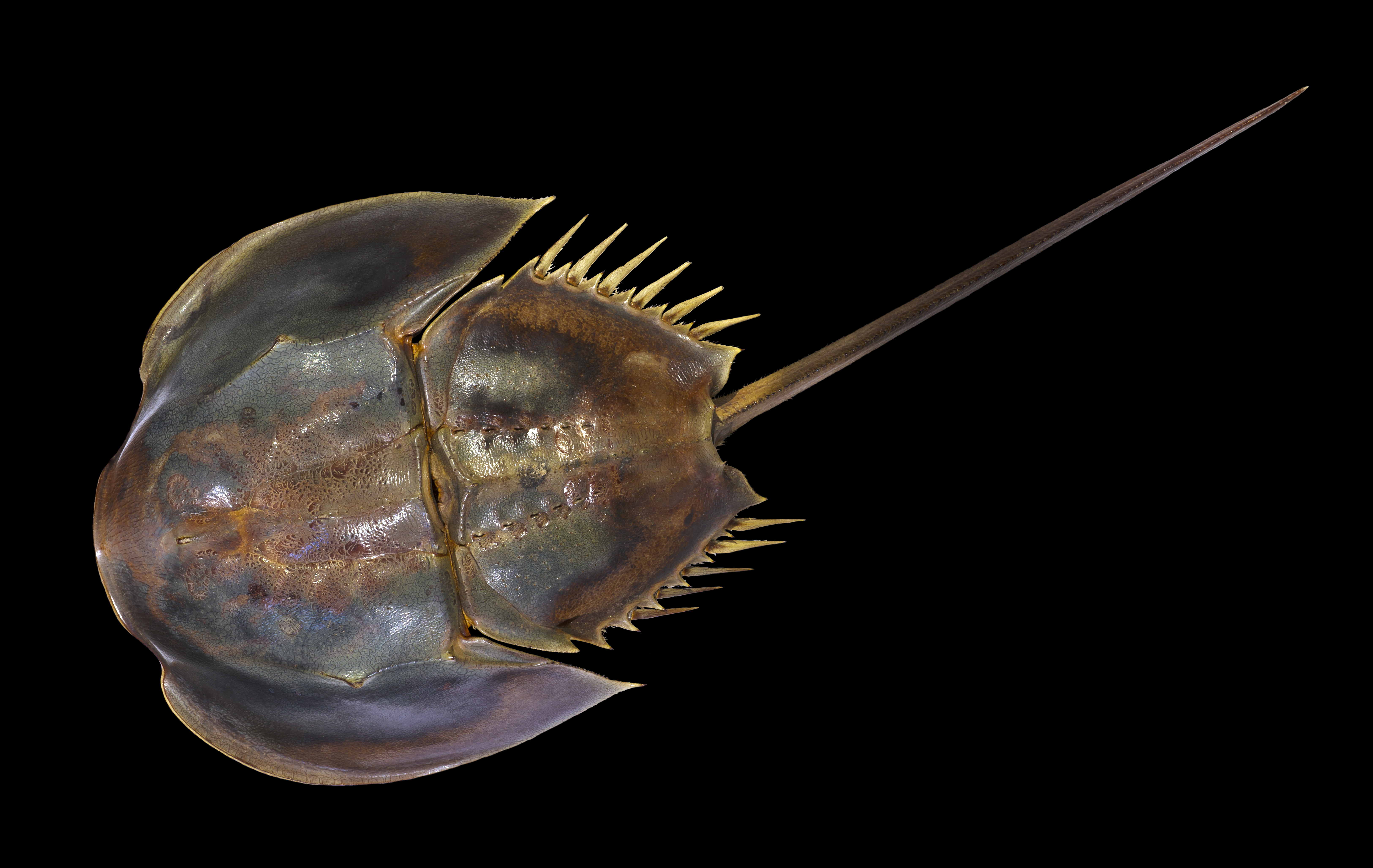
Mặt lưng.
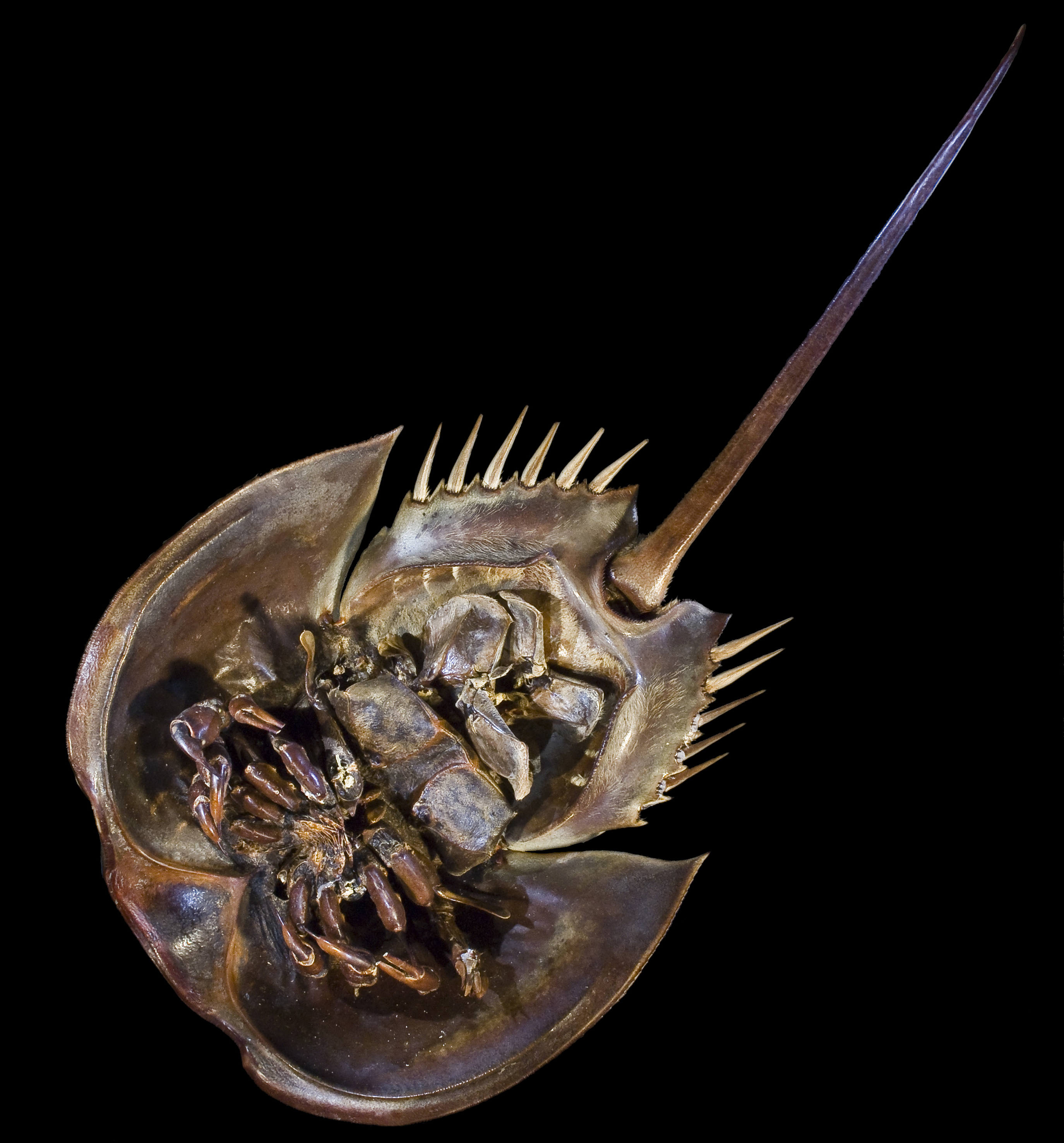
Chế độ xem bụng.
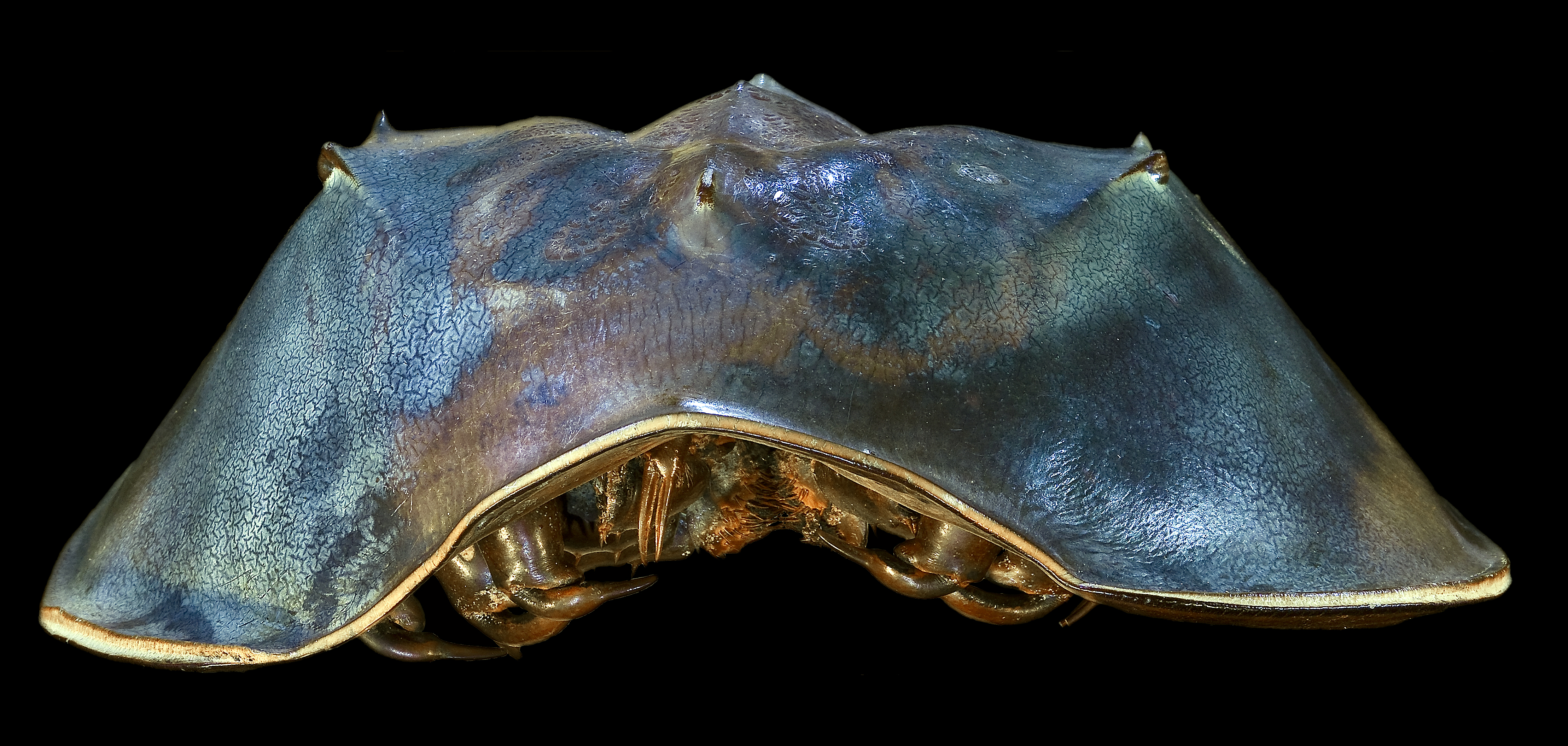
Trước mặt

## Thư viện ảnh

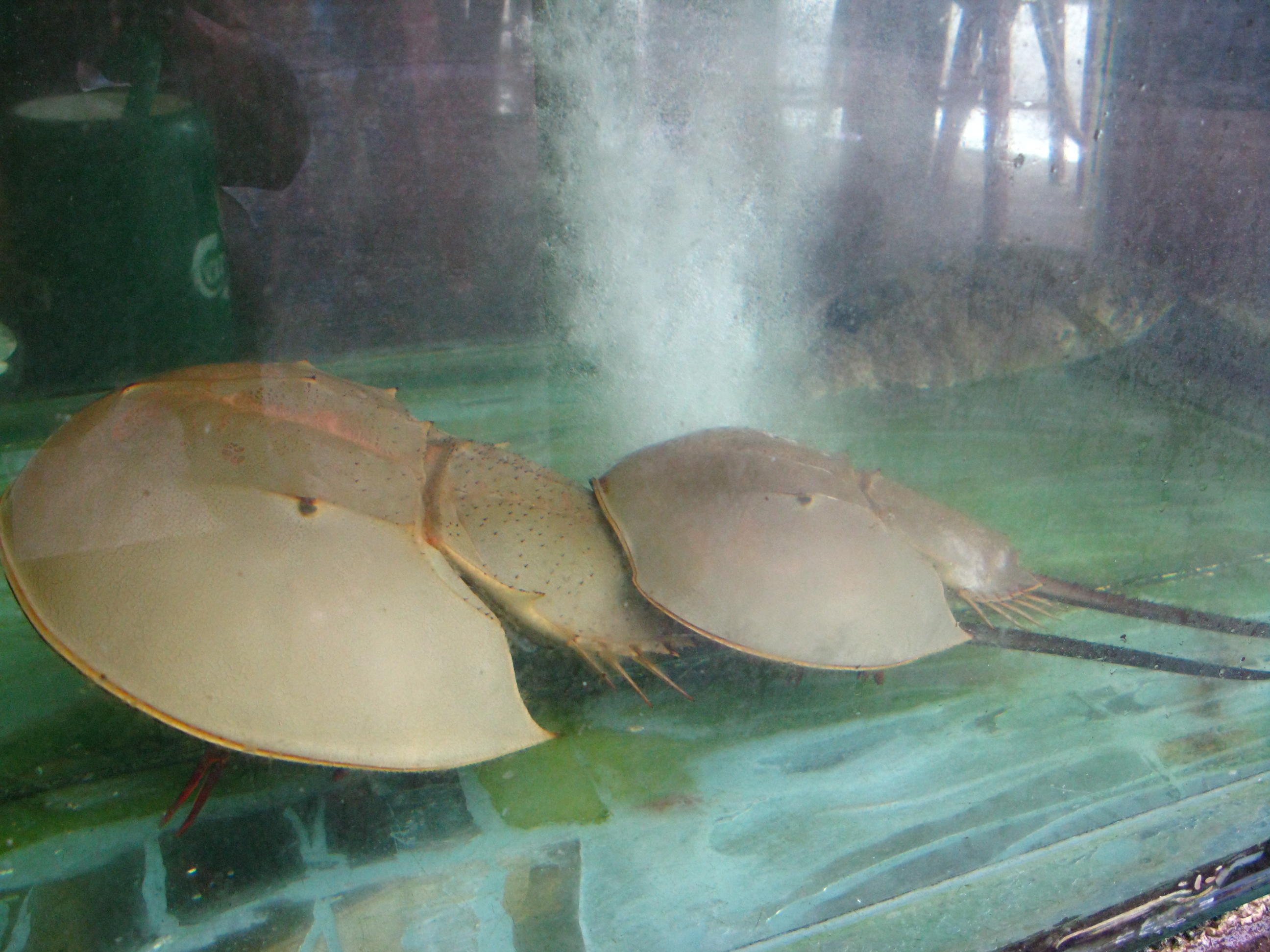
Một cặp sam nhìn từ phía trên
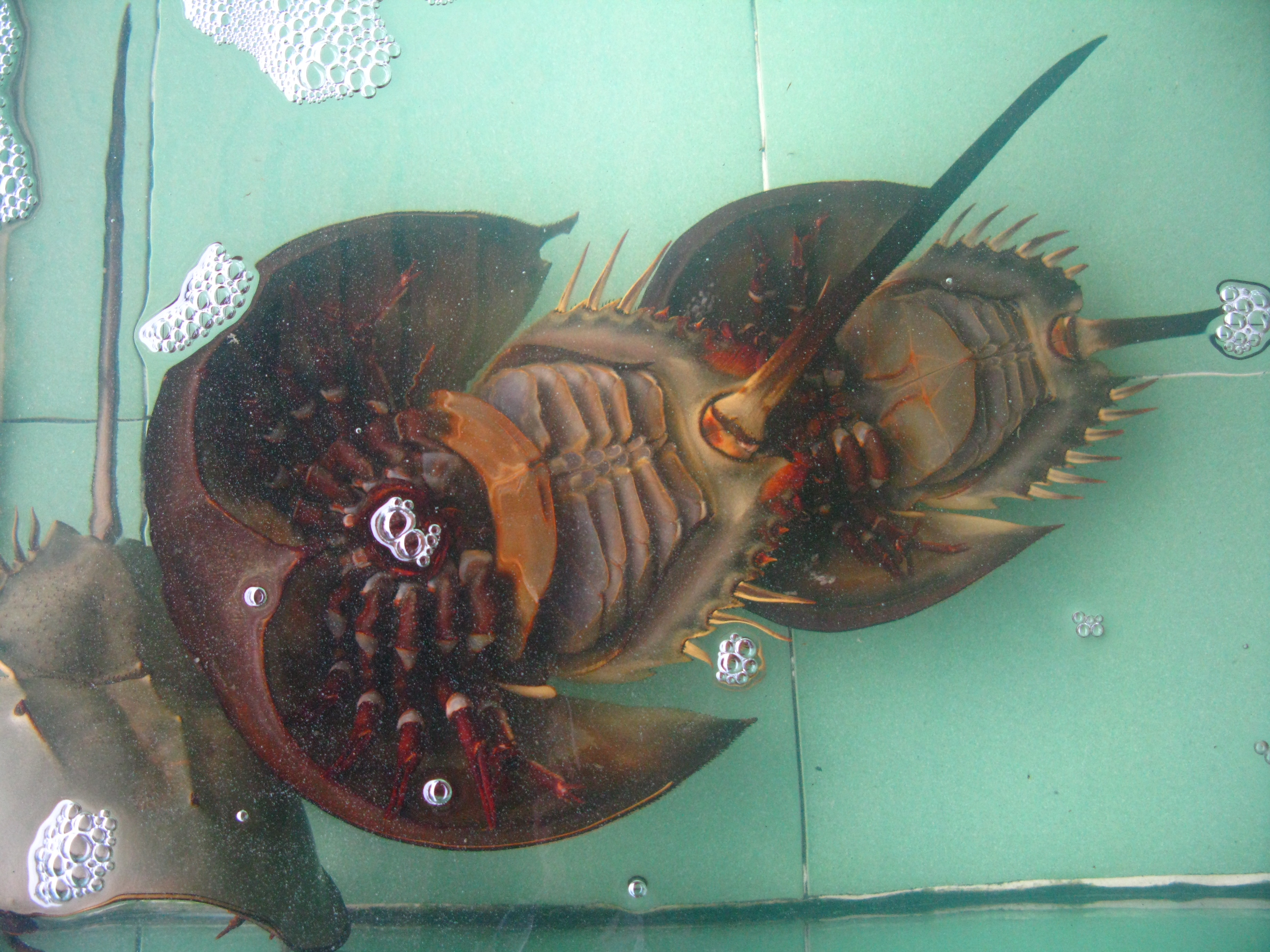
Một cặp sam nhìn từ phía dưới